# Josef Tošovský
Josef Tošovský (* 28. září 1950 Náchod) je český bankéř a politik. Od roku 1989 byl předsedou Státní banky československé, následně v letech 1993–2000 guvernérem České národní banky. V roce 1998 byl krátce premiérem přechodné vlády a mezi lety 2000 a 2016 předsedou Institutu pro finanční stabilitu v Basileji.

## Životopis
V roce 1973 absolvoval VŠE a stal se úředníkem Státní banky československé (SBČS). Jako kádr mohl vyjet na praktika do Velké Británie (1977) a Francie (1980). Od roku 1985 (někde Tošovský udává 1982) byl poradcem předsedy SBČS. V letech 1984–1985 byl ekonomem Živnostenské banky v Londýně. Od 1988/89 působil jako náměstek ředitele této pobočky.
Dne 29. prosince 1989 byl jmenován předsedou SBČS. Po zániku Československa, a tím i SBČS, se stal prvním guvernérem České národní banky (ČNB). V této funkci působil od 1. ledna 1993 do 30. listopadu 2000.
Od 1. prosince 2000 působil ve funkci předsedy Institutu pro finanční stabilitu (Financial Stability Institute, FSI), který je částí Banky pro mezinárodní platby (Bank for International Settlements, BIS) se sídlem v Basileji. V červnu 2016 funkci opustil a odešel do důchodu.
Profesně je aktivní v odborných institucích doma a v zahraničí, kde je jedním z uznávaných odborníků ze zemí bývalého východního bloku. Mimo jiné byl oceněn jako „Central Banker of the Year“ (1993), „European Manager of the Year“ (1994) a „European Banker of the Year“ (1996).
Je ženatý, má dvě dcery. Dne 16. dubna 2016 vážně havaroval ve svém ferrari v americké Virginii, při nehodě byly zraněny tři osoby. Kvůli bezohledné jízdě dostal Tošovský pokutu 200 dolarů.

## Politická kariéra

### Před rokem 1989
Od mládí byl Tošovský kandidátem a pak členem KSČ (1976–1989). Tošovský se podle zpráv zveřejněných MF Dnes v únoru 2007 stal spolupracovníkem StB v říjnu 1986 z titulu své funkce, kdy pracoval jako poradce předsedy Státní banky Československé (SBČS). Úřad pro zahraniční styky a informace odmítl spolupráci Tošovského s StB a označil tuto informaci za nepravdivou.

### Předseda vlády
Český premiér přechodné vlády od 2. ledna 1998 do 17. července 1998. Po odstoupení, demisi Václava Klause a jeho vlády k 30. listopadu 1997 v důsledku nejasností kolem financování strany, jmenoval 17. prosince 1997 Václav Havel Tošovského předsedou vlády, jejímž sestavením byl pověřen Josef Lux.

### Kandidatura na ředitele MMF
V srpnu 2007 Ruská federace nominovala Tošovského do funkce ředitele Mezinárodního měnového fondu proti navrženému kandidátovi Evropské unie Dominiqueu Strauss-Kahnovi. Tošovský prohlásil, že je návrhem Kremlu poctěn a kandidaturu přijal, ale česká vláda vydala komuniké, že stojí za evropským kandidátem a pro návrh Moskvy nebude hlasovat.